# L'été finit sous les tilleuls
L'été finit sous les tilleuls est un roman de Kléber Haedens paru en 1966 aux éditions Grasset et ayant reçu le Prix Interallié la même année.

## Résumé
Florence Frazé est une jeune provinciale qui rêve, à la façon de Mme Bovary, d'amour et d'aventures. Mariée à un petit instituteur auquel elle imaginait un avenir d'écrivain célèbre, elle imagine, dans l'ennui de sa bourgade perdue de Charente, la vie parisienne. Ses amants ne comblent ni ses sens ni ses idées de grandeur. Dans le village qui bruit de cancans, chacun s'invente une autre vie, ainsi Joséphin, dit « Putain de Moine », qui a emprunte le récit de ses aventures à Joseph Conrad.

## Éditions
- L'été finit sous les tilleuls, Éditions Grasset, 1966.